# Roeselia longiventris
Roeselia longiventris är en fjärilsart som beskrevs av Gustave Arthur Poujade 1886. Roeselia longiventris ingår i släktet Roeselia och familjen trågspinnare. Inga underarter finns listade.